# Hallandsåsen
Hallandsåsen er en horst, der danner grænsen mellem Halland og Skåne lidt nord for Helsingborg. Det højeste punkt er 226 meter. Det findes et anlæg for alpinski på nordsiden af Hallandsåsen, som er populært blandt danskere.
Jernbanelinjen mellem Helsingborg og Gøteborg, der krydser Hallandsåsen, blev åbnet i 1885. En jernbanetunnel, Hallandsåstunnelen blev bygget fra 1992 og åbnede i 2015. Projektet stødte på flere store problemer. Det første problem opdagedes straks efter at boringen var indledt. Den kæmpestore boremaskine Halborr kunne slet ikke trænge ind i åsen. Så blev der skiftet byggeselskab og -metode. Nu skulle tunnelen bygges med sprængningsteknik. Men på grund af indtrængen af vand gennem den sprækkefyldte klippe, brugte man tætningsstoffet Rocca Gil. I 1997 opdagedes syge dyr oppe på åsen, og miljøskandalen var et faktum. Så stod byggeriet stille indtil 2003, hvor en ny boremaskine, Åsa blev taget i brug. Og ti år senere, den 4. september 2013, blev begge tunnelrør boret færdige. Tunnelen åbnede i december 2015, så der nu er dobbeltspor mellem Göteborg og Malmö. (Dog undtagen Ängelholm - Helsingborg hvor det stadig kun findes et enkeltspor)
I den forbindelse blev entreprenøren Skanska idømt en bod på 3 millioner svenske kr., og Banverket 1,5 millioner svenske kr. Tre chefer måtte personligt betale bøder på 30.000-60.000 svenske kr. hver.
I 2008 var budgettet for tunnelen vokset til 10,5 milliarder kroner fra oprindelige 1,3 milliarder, og man regnede med at tunnelen vil være færdig i 2015 med 19 års forsinkelse.